# Чимино (Фрозиноне)
Чимино је насеље у Италији у округу Фрозиноне, региону Лацио.
Према процени из 2011. у насељу је живело 16 становника. Насеље се налази на надморској висини од 58 м.